# Metastelma thalamosiphon
Metastelma thalamosiphon är en oleanderväxtart som beskrevs av W.D.Stevens. Metastelma thalamosiphon ingår i släktet Metastelma och familjen oleanderväxter. Inga underarter finns listade i Catalogue of Life.